# بیمارستان محمد رسول‌الله (نیک‌شهر)
بیمارستان محمد رسول‌الله بیمارستانی است درمانی واقع در شهر نیک‌شهر، استان سیستان و بلوچستان وابسته به دانشکده علوم پزشکی چابهار است.